# Publio Cornelio Dolabela (cónsul 283 a. C.)
Publio Cornelio Dolabela (en latín, Publius Cornelius Dolabella) fue cónsul en el año 283 a. C. con Cneo Domicio Calvino Máximo, y en ese año derrotó a los senones, que habían derrotado al pretor L. Cecilio Metelo y asesinado a los embajadores romanos. 
Debido a la pérdida de los Fastos Consulares de ese tiempo no hay registro de su triunfo, aunque, sin duda, celebró su victoria con un triunfo. En el año 279 a. C., junto con C. Fabricio y P. Emilio, fue enviado a Pirro como embajador para llevar a cabo un intercambio de prisioneros.